# Духанинский сельский округ
Духанинский сельский округ — упразднённая административно-территориальная единица, существовавшая на территории Истринского района Московской области в 1994—2004 годах.
Духанинский сельсовет был образован в первые годы советской власти. По данным 1919 года он входил в состав Еремеевской волости Звенигородского уезда Московской губернии.
В 1920 году Духанинский с/с был упразднён.
В 1929 году Духанинский с/с был восстановлен в составе Воскресенского района Московского округа Московской области путём объединения Адуевского и Сысоевского с/с.
31 августа 1930 года Воскресенский район был переименован в Истринский.
17 июля 1939 года к Духанинскому с/с был присоединён Куртасовский сельсовет (селения Куртасово, Огниково и Степаньково) и селение Лисавино упразднённого Еремеевского с/с.
7 декабря 1957 года Истринский район был упразднён и Духанинский с/с был передан в Красногорский район.
28 июля 1960 года Духанинский с/с был передан в восстановленный Истринский район.
1 февраля 1963 года Истринский район был упразднён и Духанинский с/с вошёл в Солнечногорский сельский район. 11 января 1965 года Духанинский с/с был возвращён в восстановленный Истринский район.
23 июня 1988 года в Духанинском с/с были упразднены деревни Куртасово и Степаньково.
3 февраля 1994 года Духанинский с/с был преобразован в Духанинский сельский округ.
2 октября 1996 года в Духанинском с/о посёлок пансионата «Огниково» был переименован в посёлок Огниково.
22 июня 2004 года Духанинский с/о был упразднён, а его территория передана в Ермолинский с/о.